# Sericolea werneri
Sericolea werneri là một loài thực vật có hoa trong họ Côm. Loài này được (Lauterb.) Schltr. miêu tả khoa học đầu tiên năm 1919.